# ヴァンゲン (ゲッピンゲン郡)
ヴァンゲン (ドイツ語: Wangen) はドイツ連邦共和国バーデン＝ヴュルテンベルク州シュトゥットガルト行政管区のゲッピンゲン郡に属す町村（以下、本項では便宜上「町」と記述する）である。

## 地理

### 位置
ヴァンゲンは、シュールヴァルト（森）の辺縁部、フィルスタール（フィルス川の谷）の高台に位置している。ゲッピンゲン中心部から北西約 4 km にあたる。町域はシュヴェービッシェ・アルプ中央部の麓であるシュリアーバッハ平地にまで広がっており、高度は 331 m から 473 m に分布している。
ヴァンゲンは、レギオン・シュトゥットガルト（シュトゥットガルト地域、1992年まではレギオン・ミットレラー・ネッカー）およびシュトゥットガルト欧州大都市圏辺縁部に属す。

### 隣接する市町村
この町は、北はアーデルベルク、北東のほんの短い区間をベルトリンゲン、東はレヒベルクハウゼン、南は郡庁所在地ゲッピンゲン、南西はウーヒンゲンと境を接している。以上、いずれの市町村もゲッピンゲン郡に属している。さらに、北西はレムス＝ムル郡のショルンドルフと短い区間であるが接している。

### 自治体の構成
自治体ヴァンゲンには、かつて独立した町村であったオーバーヴェルデンが属している。この町はヴァンゲン地区とオーバーヴェルデン地区からなる。小集落ニーダーヴェルデンはヴァンゲン地区に包含されている。

### 土地利用
| 用途                 | 面積 (ha) | 占有率 (%) |
| -------------------- | --------- | ---------- |
| 住宅地               | 59        | 6.1        |
| 商工業地             | 22        | 2.3        |
| レクリエーション用地 | 4         | 0.4        |
| その他市街地         | 19        | 2.0        |
| 交通用地             | 55        | 5.6        |
| 農業用地             | 498       | 51.4       |
| 森林                 | 308       | 31.8       |
| 水域                 | 2         | 0.2        |
| その他               | 1         | 0.1        |
| 合計                 | 968       | 100        |

2022年現在の州統計局のデータに基づく。

## 歴史

### 中世
この集落は、1274年に最初の文献記録が遺されている。この年、フリードリヒ・フォン・シュタウフェンエックが、ヴァンゲンとオーバーヴェルデンのすべての所領をアーデルベルク修道院に寄進した。ヴュルテンベルクは1327年から既にヴァンゲンに関する権限を有してはいたが、大部分は引き続き修道院が所有していた。

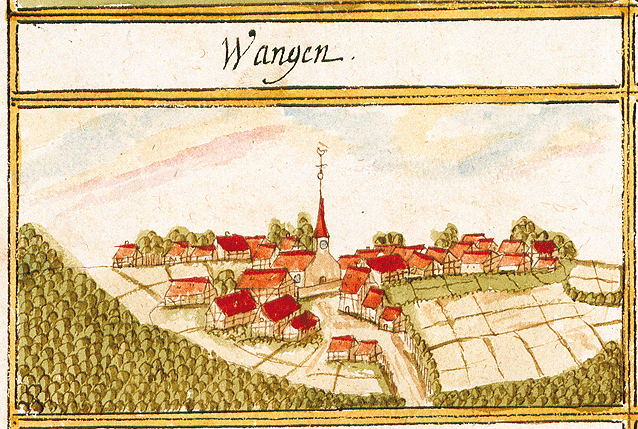
1685年にアンドレアス・キーザーの森林簿に描かれたヴァンゲン

### 近世以降
1806年にデーゲンフェルト家のレヒベルクハウゼンに対する領主権とアーデルベルク修道院管区が廃止され、ヴュルテンベルク王国に併合され、この村はオーバーアムト・ゲッピンゲンに編入された。
ヴァンゲンは、ナチ時代のヴュルテンベルクの郡域再編によって1938年にゲッピンゲン郡に編入された。1945年から1952年までこの町は、1945年にアメリカ占領地区に創設されたヴュルテンベルク＝バーデン州に属した。この州は1952年に現在のバーデン＝ヴュルテンベルク州に再編された。

### 町村合併
1935年にニーダーヴェルデンがホルツハウゼンからヴァンゲンに移管された。バーデン＝ヴュルテンベルク州の市町村再編により、1971年7月1日に、それまで独立した町村だったオーバーヴェルデンが合併した。

## 住民

### 宗教
福音主義のヴァンゲン教会はヴュルテンベルク福音主義州教会に属している。ヴァンゲンにとってオーバーヴェルデンは教会において重要であった。この教会は1187年に既に記録されている。この教会はその後ニコラウス教会と名付けられた。守護権はシュタウフェンエック領主家が有しており、その後アーデルベルク修道院およびアーヘルフィンゲン家やツィレンハルト家のものとなった。オーバーヴェルデンは2019年末まで独自の教会組織を形成していた。現在は福音主義ヴェンゲン＝オーバーヴェルデン教会を形成している。その後ヴァンゲンはまずゲッピンゲンのオーバーホーフェン教会の支教会となり、宗教改革に伴い1557年に福音主義の教区を形成したが、1967年まではオーバーヴェルデンによって管理されていた。
宗教改革以後この集落にはローマ＝カトリックの教会は存在しない。カトリック信者はゲッピンゲン＝ガイスリンゲン首席司祭区のレヒベルクハウゼンの教会に属している。また、ヴァンゲンには福音主義メソジストの小さな教会組織がある。

### 人口推移
出典: 1970年以降のデータは、バーデン＝ヴュルテンベルク州統計局のデータによる。
| 時点           | 人口（人） |
| -------------- | ---------- |
| 1837年         | 0849       |
| 1907年         | 1073       |
| 1939年05月17日 | 1233       |
| 1950年09月13日 | 1863       |
| 1961年06月06日 | 2181       |
| 1970年05月27日 | 2759       |
| 1983年12月31日 | 2976       |
| 1987年05月25日 | 3209       |
| 2005年12月31日 | 3213       |
| 2010年12月31日 | 3165       |
| 2015年12月31日 | 3071       |
| 2020年12月31日 | 3253       |

## 行政

### 議会
ヴァンゲンの町議会は14議席からなる。町議会はこれらの選出された名誉職の議員と議長を務める町長で構成されている。町長は町議会において投票権を有している。

### 町長
2010年、それまで32年にわたって町長を務めたヴェルナー・シュテックレ (Freie Wähler) が次の選挙に出馬しないことを表明した。2010年2月7日の町長選挙第1回投票でダニエル・フライ (CDU) が有効投票1586票中906票の支持票を獲得してヴァンゲン町長に選出された。この選挙は、現職町長（ヴェルナー・シュテックレ）が出馬していないにもかかわらず 29 % 以上の支持票を獲得したことで全国の注目を集めた。2018年2月25日の町長選挙ではトロイ・ドゥッタ（無所属）が第2回投票で 59.3 % の票を得て現職のダニエル・フライを破った。ドゥッタは、任期満了を待たず2022年末に辞職することを表明した。2022年11月27日にマリー＝アン・シュレーダー（無所属）が 55.4 % の支持票を得て町長に選出された。彼女は2023年1月1日に就任した。

### 紋章
図柄: 金地と緑地に上下二分割。上部に横たわる黒いシカの角。
緑は草原を、黄色は肥沃な農地を、シカの角はヴュルテンベルク家への帰属を表している。この紋章は1930年に採択され、黄 - 緑の旗は1959年6月3日に内務省の認可を得た。

### 姉妹自治体
- ルト（フランス語版、英語版）地域（フランス、ウール県）

この地域にはブクト、ブレスト、エトレヴィル、エテュルクレイユ、オーヴィル、ラ・アイユ＝オーブレ、ル・ランダン、ルジュモンティエ、ルトのコムーネが含まれ、人口は合計5,500人である。1992年5月1日に姉妹自治体協定が締結され、これ以後交流が行われなかった年はない。特に両自治体のクラブや団体は活発な交流を行っている。

## 経済と社会資本

### 産業
この町には、ゲッピンゲン＝ファウルンダウとの町境方面に、町の大きさに比して大規模な産業地区があり、主に加工業や製造業の中小企業が立地している。

### 交通
バス路線が郡庁所在地ゲッピンゲンとヴァンゲンとの間を結んでいる。また、レヒベルクハウゼンの実科学校へのスクールバスもある。隣町のゲッピンゲン＝ファウルンダウおよびウーヒンゲンを連邦道 10号線が通っており、車で速やかに移動することができる。鉄道は、ゲッピンゲンのレギオナルバーンの駅の他に、ゲッピンゲン＝ファルンダウおよびウーヒンゲンに駅がある。

### 公共施設
ヴァンゲンには、会議、祝典、コンサート、演芸に利用できるゲマイデハレ（直訳: 町立ホール）がある。スポーツ分野では、3面のフィールドを持つ体育館フォルストベルクハレおよびサッカーグラウンド（天然芝）や小競技場（ハードコート）がある。

### 教育
ヴァンゲンには固有の基礎課程学校がある。上級学校の生徒は近隣の市町村で学ばなければならない。幼児のために2011年9月から保育所が、基礎課程学校のすぐ隣に設けられた。さらに幼稚園が3園あるが、このうち2園は町立で、1園はカトリック教会が運営している。

## 文化と見所

### 音楽
この町の音楽分野では、1951年に創設されたムジークフェライン・ヴァンゲン e.V.（直訳: ヴァンゲン音楽クラブ e.V.）があり、ブラスオーケストラが上質な演奏を行っている。このクラブは、主に町で開催される聖俗の祝祭に共同参加している。このクラブは、自前のユーゲントカペレを通じて、青少年活動にも強く関わっている。

### 建築
オーバーヴェルデン地区には、1200年頃のシュタウフェン時代に建てられた方形の内陣塔を持つ福音主義ニコラウス教会がある。ロマネスク様式の内陣室には、ほぼ完全な形で遺された初期ゴシック様式の壁画シリーズがある。これは14世紀初期に制作された。台座部分と南壁は、1450年に3面のルネサンス様式の窓が開けられ、ここに描かれていた壁画は現存しない。壁画は、フレスコに比べて耐久性の低いセッコ技法で描かれていた。宗教改革後、このフレスコはヴュルテンベルク公ウルリヒの命令で塗り込められていた（1540年頃）。1909年に教会改修の際に建築家リヒャルト・ベクレンによって再発見され、初めて修復がなされた。
神の子羊が描かれた十字型の要石で装飾された4つのヴォールトからなるドームには4人の福音記者が描かれている。彼らはいずれも、それぞれ異なる髪型と髭をつけ、もうテキストを読むことはできないが、巻物を手にしている。役柄はそれぞれのシンボルの頭から始まり、人間の足、ライオンの前足、牛の蹄、鷲の爪で終わる。とても変わっているのは、赤で彩色された天使の翼で、神の言葉を伝える使者の役割を強調している。彼らの足元の左側には預言者、右側には異教の予見者シビルが座っている。彼らは、これも判読不能な言葉が綴られたリボンを纏い、預言の成就である要石を指さしている。
北壁にはマリアのシリーズが見られる。左上にはマリアの戴冠が描かれている。右には教会の守護聖人である聖ニコライが描かれ、右側に遭難者が救いを叫び、遭難した船を救う場面が描かれている。ニコラウスのシーンの下にはマリアの被昇天の場面があり、その左にはかなりかすれたマリアの死が描かれている。
東壁が内陣絵画のハイライトで、裸でクジラから陸へ吐き出されるヨナ、悲しみの人としてのキリスト、慈悲の聖母の絵である。「悲しみの人」の表現は、1264年に聖体祭が導入されたことから一般に広まった。シュヴァーベンで最も古いものの1つとされるオーバーヴェルデンの救いの聖母のモチーフは1230年頃にカエサリウス・フォン・ハイスターバッハによって広まった。東壁の窓には、イエスの十字架への釘打ちと、十字架に架けられるイエスがマリアやヨハネとともに描かれている。
身廊に接するどっしりとした内陣のアーチには、賢い娘と愚かな娘のたとえが描かれている。1310/20年頃の絵画プログルムト様式は、ゼーシュヴェービシェ様式と呼ばれる。
ヴァンゲンのバルバラ礼拝堂は1535年に廃止された。現在のヴァンゲンの教会は、1682年に後期ゴシック様式で増築された教会に替えて、1887/88年にネオゴシック・レンガ様式で建築家テオフィル・フライによって建設されたもので、木材と粘土のヴォールトを持ち、装飾で飾り付けられている。内障とロゼッテのガラス絵はミュンヘンの工芸作家フランツ・クサヴァー・ツェトラーによるものである。この教会は1977年に改修された。

### 墓地林
ヴァンゲンには2012年から、広さ 15 ha の墓地林がある。ここには2022年5月時点で4,750体が埋葬されて、ほぼいっぱいの状態になっており、2023年から拡張がなされる予定である。

## 関連図書
- Rudolf Moser, ed (1844). “Gemeinde Wangen”. Beschreibung des Oberamts Göppingen. Die Württembergischen Oberamtsbeschreibungen 1824–1886. Band 20. Stuttgart / Tübingen: Cotta’sche Verlagsbuchhandlung. pp. 298–300